# 埃爾米塔尼奧火山
埃爾米塔尼奧火山（西班牙語：Volcán El Ermitaño），是智利的火山，位於該國北部阿塔卡马大区，海拔高度6,146米，人類在1967年11月20日首次登頂，波蘭探險險在1972年第二次登頂。